# 化学键

碳（Ｃ）、氫（Ｈ）以及氧（O）在水（water）、乙烯（ethylene）、乙炔（acetylene）之間的化學鍵關係。

化學鍵（英語：Chemical Bond）是一種粒子間的結合模式，其中粒子可以是原子或离子。透過化學鍵，粒子可組成多原子的化學物質。鍵由兩相反電荷間的電磁力引起，電荷可能來自電子和原子核，或由偶極子造成。化學鍵種類繁多，其能量大小、鍵長亦有所不同。
在原子中，帶負電、繞原子核運行的電子與核內帶正電的質子互相吸引，而位於兩原子核之間的電子則皆受兩方吸引。因此，原子核和電子間最穩定的組態，是當電子位處兩原子核間之時。這些電子使原子核能夠彼此相吸，形成所謂的化學鍵。然而，化學鍵並不能減少個別粒子所構成的體積。由於電子的質量較小且具有物質波性質，它們相較於原子核而言佔據了極大部分的體積，使原子核之間距離較遠。
一般而言，強化學鍵的形成伴隨著原子間電子的共用或轉移。分子、晶體、金屬和雙原子氣體。

## 化學鍵的類型
化學鍵有強與弱之分。一般較強的化學鍵有離子鍵及共價鍵。分子内部共价键可以很强，而多原子分子之间共價鍵强度则与各原子的相互角度有关。
化合物的化學鍵類型，也會影響其物理性質，例如：熔點、沸點等。在高分子中它作為分子内部的力出現。

### 離子鍵
離子、離子通過靜電作用形成的化學鍵稱作離子鍵。兩個原子間的電負性相差極大時，一般是金屬與非金屬，例如：氯與鈉，若他們要結合，電負性大的氯會從電負性小的鈉搶走一个電子，以符合八隅體。之後氯會以-1價的方式存在，而鈉則以+1價的方式存在，兩者再以库仑靜電力因正負相吸而結合在一起。離子鍵可以延伸，理想的離子化合物中並無分子結構。然而實際上，由於離子間總有極化作用的發生，所以離子之間的電子雲並不可能完全無重疊，因此離子化合物總是帶有一部份共價性。
離子鍵亦有強弱之分。其強弱影響該離子化合物的熔點、沸點和溶解性等性質。離子鍵越強，其熔點越高。離子半徑越小或所帶電荷越多，、離子間的作用就越強。例如鈉離子{\displaystyle {\ce {Na+}}}的微粒半徑比鉀離子{\displaystyle {\ce {K+}}}的微粒半徑小，電荷密度大，則氯化鈉{\displaystyle {\ce {NaCl}}}中的離子鍵較氯化鉀{\displaystyle {\ce {KCl}}}中的離子鍵強，而氯化鈉的熔點比氯化鉀的高。

#### 離子化合物
根據化合物中所含化學鍵類型的不同，把含有離子鍵的化合物稱爲離子化合物（ionic compound），鹼類（如{\displaystyle {\ce {KOH}}}）、大多數鹽類（如{\displaystyle {\ce {MgCl2}}}）（其中BeCl2，AlCl3为共价）、大多數金屬氧化物（可理解为活泼金属氧化物）（如{\displaystyle {\ce {CaO}}}）都是離子化合物。離子化合物中可能存在共價鍵，這與其定義並不矛盾（參看下文對共价化合物的定義），如{\displaystyle {\ce {NH4Cl}}}、{\displaystyle {\ce {NaOH}}}便是既具有共價鍵又具有離子鍵的離子化合物。

### 共價鍵
原子間通過共用電子形成的化學鍵，叫做共價鍵。它通過兩個電負度相近的原子，例如兩個氧，互相共用其外圍電子以符合八隅體的鍵結方式結合，因此也有人說這是非金屬原子間的結合方式。而共價鍵有鍵角及方向的限制，因此不能隨意延伸，也就是有分子結構。共價鍵廣泛存在于氣體之中，例如氫氣、氯氣、二氧化碳。有些物質如金剛石，則是由碳原子通過共價鍵（巨型共價結構）形成的。共價鍵又可分爲非極性共價鍵與極性共價鍵，以及配位鍵。

#### 共價化合物
只含有共價鍵的化合物稱爲共价化合物（covalent compound），如{\displaystyle {\ce {HCl}}}（在溶液中會成為{\displaystyle {\ce {H+}}}及{\displaystyle {\ce {Cl-}}}）、{\displaystyle {\ce {H2O}}}、{\displaystyle {\ce {CO2}}}、{\displaystyle {\ce {CH4}}}、{\displaystyle {\ce {NH3}}}等。因此根據其定義，共价化合物中肯定不存在離子鍵。共價鍵鍵能強，但由于分子間作用力較弱，通常具有低熔沸點特性。

#### 極性共價鍵
極性共價鍵是在化合物中，不同種的原子形成的共價鍵，由於兩個原子吸引電子的能力不同，共用電子對必然偏向吸引電子能力較強的原子一方，因而吸引電子能力較弱的原子一方相對的呈正電性。叫做極性共價鍵(polar covalent)，簡稱極性鍵。

#### 非極性共價鍵
非極性共價鍵是在單質分子中，同種原子形成共價鍵，兩個原子吸引電子的能力相同，共用電子對不偏向任何一個原子，因此成鍵的原子都不顯電性。叫做非極性共價鍵(nonpolar covalent)，簡稱非極性鍵。

### 金屬鍵
金屬鍵則是金屬原子間的鍵結方式，金屬陽離子通過與帶負電的電子間的庫侖靜電力，金屬原子間共用遊走於空價軌域的電子雲，而結合成穩定態，因此金屬有很高的延展性，且有很高的熔點（汞除外），並無分子結構。

## 键断裂
在一般情況下，有鍵裂解分兩種情況：均等分裂和不均等分裂，並因為過程的特性而有所不同。
均等分裂中，兩產物斷開共價鍵後兩者之間的電子平分。
不均等分裂中，斷裂後電子會偏好留在某一產物上。
“鍵解離能”指的是能量的裂解化學鍵所需的能量。
在生物化學打破大分子的過程（通過拆解其內部能量）的分解代謝。
酶的催化鍵裂解被稱為裂合酶，而它們通過水解或氧化/還原，所以亦可稱為水解酶和氧化還原酶。

## 分子轨道理论
科學家認為「電子」是以一種稱為費米子的型態存在於物質空間之中，電子在原子之中時是以不同能階的原子軌域（Atomic Orbital）存在，氫原子光譜的實驗就是電子在不同能量原子軌域間存在的證明，由此可更進一步的推廣多電子原子的原子軌域，以及原子和原子形成分子的分子軌域理論（Molecular Orbital Theory）之理論模型，最後再利用量子化學中數學形式的條件限制，探討與解釋電子存在空間中的情況。
由微觀世界的眼光看來，分子所存在的空間即是其電子密度分佈所佔據的空間，化學家定義連結原子和原子成為分子的作用為「化學鍵」，以量子化學的觀念看來，化學鍵的形成主因是由於原子軌域的相互重疊，使得原有的軌域能階分佈改變，因而形成能量較穩定的分子軌域，也因此最直接影響化學鍵的形成因素就是電子密度的重新分佈。
利用電子密度之分佈可以找出兩個相鄰原子間電子密度極大值，其電子密度極大值的連線便是原子間化學鍵鍵結之路徑，進一步的利用原子間電子密度極大值的等位面加以分別原子所佔有的區域，可以界定出原子位於分子中所佔據的空間大小。

## 外部連結
- 簡單化學鍵結構概念 （页面存档备份，存于），賴亭吟著寫、陳藹然責任編輯，國科會高瞻計畫資源平台。
- http://ispccss.mysinablog.com/index.php?op=ViewArticle&articleId=1945407原子和化學鍵(普照科學Po （页面存档备份，存于） Chiu Integraded Science)